# 안토니오 캔타포라

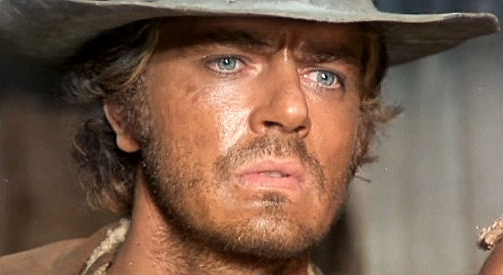

안토니오 캔타포라(Antonio Cantafora, 1944년 2월 2일~2024년 4월 20일)는 이탈리아의 배우, 영화배우, 텔레비전 배우이다.
크로토네에서 태어났다.

## 영화
- 카드 플레이어(2004년) - 마리니 역
- 야망의 세월(1994년)
- 인터뷰(1987년)
- 데몬스 2(1986년)
- 필사의 절규(1984년)
- 사왕일후(1974년)
- 바론 블러드(1972년)
- 총잡이 버트(1971년)
- 뜨거운 그림자(1970년)
- 데스페라도(1967년)